# Charlestown (Wisconsin)
Charlestown – miasto w Stanach Zjednoczonych, w stanie Wisconsin, w hrabstwie Calumet.